# Abies sachalinensis var. nemorensis
Abies sachalinensis var. nemorensis Mayr, 1880, è una varietà naturale di A. sachalinensis appartenente alla  famiglia delle Pinaceae, endemica dell'isola di Hokkaidō, in Giappone, e dell'isola di Sachalin, in Russia asiatica.

## Etimologia
Il nome generico Abies, utilizzato già dai latini, potrebbe, secondo un'interpretazione etimologica, derivare dalla parola greca ἄβιος = longevo. Il nome specifico sachalinensis si riferisce all’isola in cui venne "descritta" per la prima volta. L'epiteto nemorensis deriva dal greco antico, nĕmŭs, o dal latino, nemoris, e significa bosco, selva.

## Descrizione
Questa varietà differisce da A. sachalinensis per i coni femminili più piccoli e con brattee esposte. La corteccia è di colore grigio.

## Distribuzione e habitat
Probabilmente simile a quello della varietà-tipo.
Cresce su suoli ben drenati ma umidi per gran parte dell'anno a causa del clima marittimo piovoso e variabile tra il fresco e il freddo, ad altitudini comprese tra il livello del mare e i 1650 m. Nel nord del suo areale si ritrova frequentemente tra gli 800 e 1100 m, in formazioni miste con altre conifere (Picea jezoensis, Picea glehnii, Larix gmelinii var. japonica e Pinus pumila). A quote più basse, oltre a formazioni pure, in associazione con caducifoglie come Betula ermanii, Quercus mongolica, Castanea crenata, Kalopanax septemlobus e Magnolia hypoleuca.

## Usi
Essendo il suo legno di bassa qualità e non adatto in edilizia, viene utilizzata prevalentemente nell'industria cartaria. Molto comune in Asia orientale come albero ornamentale, anche se necessita di climi freddi (per tale motivo la sua presenza nei giardini botanici europei è minore).

## Conservazione
Mancano le informazioni necessarie per una classificazione dello stato di conservazione di questa varietà, a causa della forte somiglianza con la varietà nominale; viene pertanto classificata come DD (data deficient in inglese) nella Lista rossa IUCN.